# Love in an Elevator
Singles de Aerosmith
Rag Doll
(1989) F.I.N.E.
(1989)
Love in an Elevator est une chanson du groupe de hard rock américain Aerosmith, écrite par Steven Tyler et Joe Perry et sortie en 1989 comme premier single de leur album Pump. Elle culmina à la 5e place au Billboard Hot 100 et atteignit la 1re place au Mainstream Rock Tracks chart. Internationalement, elle culmina à la 13e place au UK Singles Chart et à la 33e en Australie.
Cette chanson est présente dans l'attraction Rock'n' Roller Coaster dans les parcs Disney.